# Schönste Bücher aus aller Welt
1963 wurde in Leipzig der Wettbewerb Schönste Bücher aus aller Welt mit anschließender Ausstellung im Zusammenhang mit der Internationale Buchkunst-Ausstellung (iba) begründet. Die Ausstellung dokumentiert Buchgestaltung und Buchproduktion aus den verschiedenen Kulturkreisen der Welt und ist seit 1991 in die Leipziger Buchmesse integriert. Sie wird von der Stiftung Buchkunst in Zusammenarbeit mit der Stadt Leipzig ausgerichtet.
Als Preise werden eine Goldene Letter, eine Goldmedaille, zwei Silbermedaillen, fünf Bronzemedaillen und fünf Ehrendiplome vergeben. Bei der Goldenen Letter handelt es sich um ein vergoldetes Gutenbergisches A, das in einer Lederkassette seit 1968 von der Stiftung Buchkunst überreicht wird.

## Hauptpreis Goldene Letter
- 2000: Wörterbuch der Redensarten zu Karl Kraus’ Zeitschrift „Die Fackel“ von Werner Welzig, Österreich
- 2004: Rewind Forward von Olaf Nicolai, Susanne Pfleger (Hrsg.), Deutschland
- 2005: Nihon no Kindai Katsuji vom Compilation Committee of »Nihon no Kindai Katsuji«, Japan
- 2006: Jakob Demus. The Complete Graphic Work 1983–2005 von Ed de Heer (Ed.), Niederlande
- 2010: Elisabeth Hinrichs, Aileen Ittner, Daniel Rother: XX – Die SS-Rune als Sonderzeichen auf Schreibmaschinen. Institut für Buchkunst der Hochschule für Grafik und Buchkunst Leipzig[1]
- 2011: Malkit Shoshan: Atlas of the Conflict.[2]
- 2012: JH Engström: La résidence.[3]
- 2013: Hans-Jörg Pochmann: FALLEN[4]
- 2014: Lisa Wenger, Martina Corgnati: Meret Oppenheim. Worte nicht in giftige Buchstaben einwickeln[5]
- 2015: Paul Elliman: Untitled (September Magazine) Paul Elliman, 2013[6]
- 2016: Titus Knegtel: Other Evidence: Blindfold[7]
- 2017: Anne Geene, Arjan de Nooy: Ornithology[8]
- 2018: Uta Hassler (Hg.): Heimat, Handwerk und die Utopie des Alltäglichen, Hirmer Verlag[9]

Weitere Preisträger der Goldenen Letter
Albert Kapr, Werner Klemke, Jan Tschichold, Hellmuth Tschörtner, HAP Grieshaber, Elizabeth Shaw, Jiri Salamoun (1935–2022), Yü Bing-Nan, Kurt Löb, Kveta Pacovská, Irma Boom und Wolf Erlbruch

## Weitere Preisträger

### 1970
- Silbermedaille: Don Quijote von Miguel de Cervantes, Illustrationen von Gerhard Oberländer, Deutschland

### 2004
Goldmedaille:
- A Picture Album – Historical Materials of Mei Lanfang’s Theatrical Performances von Liu Cengfu Zhu Jiajin, China

Silbermedaille:
- The Heart in Search of Beauty. An Exhibition Honoring the 100th Anniversary of Kobayashi Hideo’s Birth von Hideo Kobayashi, Japan
- Verzamelde gedichten von Pail Celan, Niederlande

Bronzemedaille:
- Lebens-Mittel von Armin Abmeier, Rotraut Susanne Berner, Deutschland
- Arbeiterlyrik 1842–1932 von Heinz Ludwig Arnold (Hrsg.), Deutschland
- Symbiont von Denisa Myšková, Tschechien
- Biodiversidad en Venezuela: Fundación Polar von Marisol Aguilera, Aura Azócar, Eduardo González Jiménez (Hrsg.), Venezuela
- Piet Gerards, grafisch ontwerper von Ben van Melick, Niederlande

### 2005
Goldmedaille
- Globus Cassus von Christian Waldvogel, Schweiz

Silbermedaille:
- Freuds verschwundene Nachbarn von Lydia Marinelli (Hrsg.), Österreich
- Maps of the Imagination: The Writer as Cartographer von Peter Turchi, USA

Bronzemedaille:
- Tagebuch aus dem Jahr 1954 von Alice Schmidt, Deutschland
- Kanekosanchino Yukikateisaien von Yoshinori Kaneko, Japan
- Vom Letten bis Rimini. Geschichte und Gegenwart der Zürcher See- und Flussbäder von Nina Chen, Schweiz
- Anne Frank en familie, Fotos van Otto Frank, Niederlande
- The Furniture Collection, Stedelijk Museum Amsterdam von Luca Dosi Delfini, Niederlande

### 2006
Goldmedaille:
- Metropolitan World Atlas von Arien van Susteren, Niederlande

Silbermedaille:
- Ellen Gallagher. Blizzard of White von The Fruitmarket Gallery/Hauser & Wirth, Niederlande
- Strategien des Handwerks. Sieben Porträts außergewöhnlicher Projekte in Europa Landschaft des Wissens (Ed.), Österreich

Bronzemedaille:
- Kekkonen von Matti Hagelberg, Finnland
- Stedelijk Museum Amsterdam 2003/2004, Stedelijk Museum, Niederlande
- Opa von Paul de Reus, Niederlande
- Wiel Arets. Living Library von Marijke Beek (Ed.), Niederlande
- Somewhere else is the same place. Monica Studer, Christoph van den Berg von Christoph Vögele (Ed.), Schweiz

Ehrendiplom:
- Cao Xueqin’s Art of Kite von Kong Xiangze, Kong Lingmin, Kong Bingzhang, China
- Max Bill. Maler, Bildhauer, Architekt, Designer von Thomas Buchsteiner, Otto Letze (Ed.), Hatje, Stuttgart 2005, ISBN 978-3-7757-1641-3, Deutschland
- Broedplaats Europoort v/h „De Beer“ von Paul Bogaers u. a., Niederlande
- Russian Illustrated Magazine. 1703–1941 von Irina Mokhnacheva, Russland
- Pohádky von Hermann Hesse, Argo, Praha 2004, ISBN 80-7203-587-8, Tschechien

### 2012
Silbermedaille:
- TITLE. Eigenverlag, Gestaltung: Ramaya Tegegne

Bronzemedaille:
- Jacqueline Burckhardt, Christian Waldvogel, Jonas Voegeli (Hg.): Christian Waldvogel. EARTH EXTREMES. Verlag Scheidegger & Spiess AG, Zürich 20, Gestaltung: Jonas Voegeli, Christian Waldvogel, Benjamin Roffler, Zürich

Ehrendiplom für drei Bände zur Ausstellung Teaching Architecture: 3 Positions Made in Switzerland, Istituto Svizzero di Roma:
- Hong Kong Typology. gta Verlag, Zürich, Gestaltung: Ludovic Balland, Ivan Weiss
- Raphael Zuber, Istituto Svizzero di Roma (Hg.): Important Buildings. Kaleidoscope Press, Mailand 2010, ISBN 978-88-97185-01-7, Gestaltung: Ludovic Balland
- Radical Mix in Hanoi. Kaleidoscope Press, Milano (IT), Gestaltung: Ludovic Balland

### 2014
Goldmedaille:
- ETH Zürich (Hrsg.): Buchner Bründler. Bauten. gta Verlag, Zürich 2012, Gestaltung: Ludovic Balland[12]

### 2023
Goldmedaille:
- Fotografie als Motiv von Caroline Heider, Ruth Horak, Lisa Rastl und Claudia Rohrauer, gestaltet von Astrid Seme, Mark Pezinger Books, ISBN 978-3-903353-06-0, Österreich

Silbermedaille:
- Chez Schnabel von Anna Haifisch, gestaltet von Anja Kaiser, Spector Books, ISBN 978-3-95905-603-8, Deutschland
- Matter von Aleix Plademunt, gestaltet von Fabian Bremer, Hannes Drißner und Pascal Storz, Spector Books, ISBN 978-3-95905-575-8, Schweiz

Bronzemedaille:
- KLOVN von Tal R, Tusnelda Schmidt Frellesvig, Louis Montes, gestaltet von Louis Montes, Keyhole Books, Keyhole Books, Dänemark
- Architecture of Dismantling and Restructuring von Kirsten Marie Raahauge, Deane Simpson, Martin Søberg und Katrine Lotz, gestaltet von Joost Grootens, Dimitri Jeannottat, Philipp Doringer und Julie da Silva, Lars Müller Publishers, ISBN 978-3-03778-691-8, Niederlande
- Miriam Cahn von Debora Antmann, Miriam Cahn, Carolin Emcke, Tamara Loewenstein, Hanno Loewy und Steffen Mues, gestaltet von Julia Born, Distanz Verlag, ISBN 978-3-95476-507-2, Schweiz
- Ode to Construction von Madeleine Morley und Max Boersma, gestaltet von Polina Joffe, Onomatopee Projects, ISBN 978-94-93148-35-2, Finnland
- The Polyhedrists von Noam Andrews, gestaltet von Mathias Clottu, The MIT Press, ISBN 978-0-262-04664-0, Schweiz

## Weblink
- https://www.stiftung-buchkunst.de/best-book-design-from-all-over-the-world/der-wettbewerb/